# Joshua Redman
Joshua Redman, född 1 februari 1969, är en amerikansk jazztenorsaxofonist och kompositör.
Han slog igenom på 1990-talet då den traditionella och bluesorienterade jazzen fick en renässans. Han föddes i Berkeley, Kalifornien, fadern är frijazzsaxofonisten Dewey Redman. Redman var antagen till Yale för att studera juridik då han flyttade till vänner i Brooklyn, New York. Där hamnade han i stadens jazzscen. 1991 vann han Thelonious Monk International Jazz Saxophone Competition och fortsatte sedan att koncentrera sig på musiken. Redman har nominerats till Grammy flera gånger och även skrivit filmmusik. Redmans briljans, förmåga till samspel och totala frihet i sitt spel har sagts om honom.

## Diskografi
- Joshua Redman -1993
- Wish -1993
- MoodSwing -1994
- Joshua Redman Captured live -1994
- Blues for Pat - Live in San Francisco -1994
- Spirit of the Moment Live at Village Vanguard -1995
- Freedom in the Groove -1996
- Timeless Tales (for Changing Times) -1998
- Beyond -2000
- Passage of Time -2001
- Elastic -2002
- Momentum -2005
- Back East -2007
- Compass -2009
- James Farm -2011
- Walking Shadows -2013